# Alessandro Bausi
Alessandro Bausi, né est à Florence en 1963 est un philologue italien spécialisé en langues et littératures de l'Éthiopie chrétienne en langues sémitiques devenu en 2002 professeur de Langue et de littérature éthiopienne antiques à l'Université de Naples - L'Orientale.

## Biographie

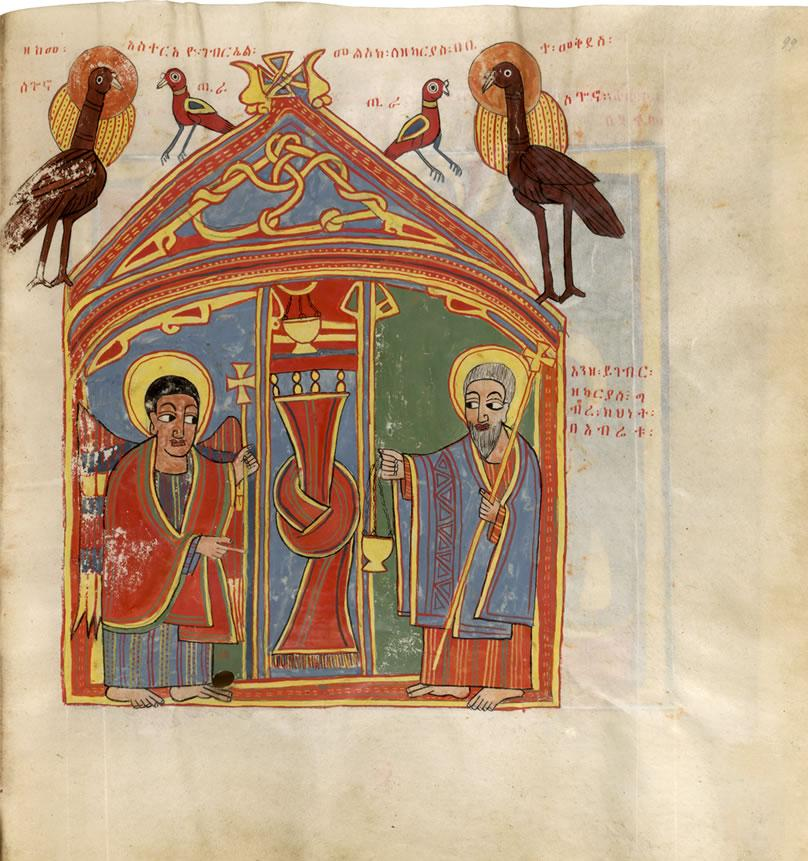
Annonciation à Zacharie. British Library, Bible en Guèze, 1700

Alessandro Bausi a obtenu en 1992 son doctorat de recherche en Philosophie, à l'Université de Naples - L'Orientale. Assistant en 1995 et professeur associé en 2002, à la chaire de Langue et littérature éthiopiennes à l'Université de Naples L'Orientale, depuis le 2009 il est professeur d'Études éthiopiennes, à l'Asien-Afrika-Institut et directeur du Centre Hiob Ludolf de l'Université de Hambourg. Il est aussi l'éditeur scientifique de la revue Aethiopica : International Journal of Ethiopian and Eritrean Studies et de la série Aethiopistische Forschungen.
En tant que directeur de publication scientifique, il a édité d'importants ouvrages, dont l'Encyclopaedia Aethiopica (le volume 4 et le volume 5 - avec Siegbert Uhlig) et est directeur du programme Comparative Oriental Manuscript Studies (COMSt), financé par l'European Science Foundation (2009-2014).
Il a également dirigé pour, l'European Research Council Advanced Grant Project, le projet spécifique Translation to Creation : Changes in Ethiopic Style and Lexicon from Late Antiquity to the Middle Ages (TraCES) 2014-2019) et il dirige le projet, à long terme, de l'Academy of Sciences and Humanities in Hamburg, Die Schriftkultur des Christlichen Äthiopien und Eritreas : Eine Multimédia Forschungsumgebung (2016-2040).
Il est membre du Centre for the Study of Manuscript Cultures à l'Université de Hambourg et, pour plusieurs publications scientifiques, il est un consultant pour la langue éthiopienne et pour les études sur l'Éthiopie. Il a publié des études sur la transcription, la traduction et l'interprétation des manuscrits éthiopiens.
Il est devenu membre de l'Istituto Italiano per l'Africa e l'Oriente (ISMEO) (1995), de l'Istituto per l'Oriente (2007), de l'International Association for Coptic Studies (2007), de la Society of Biblical Literature (2010), de l'Academia Europaea (2012) et de l'Accademia Ambrosiana (2014).

## Œuvres (partiel)

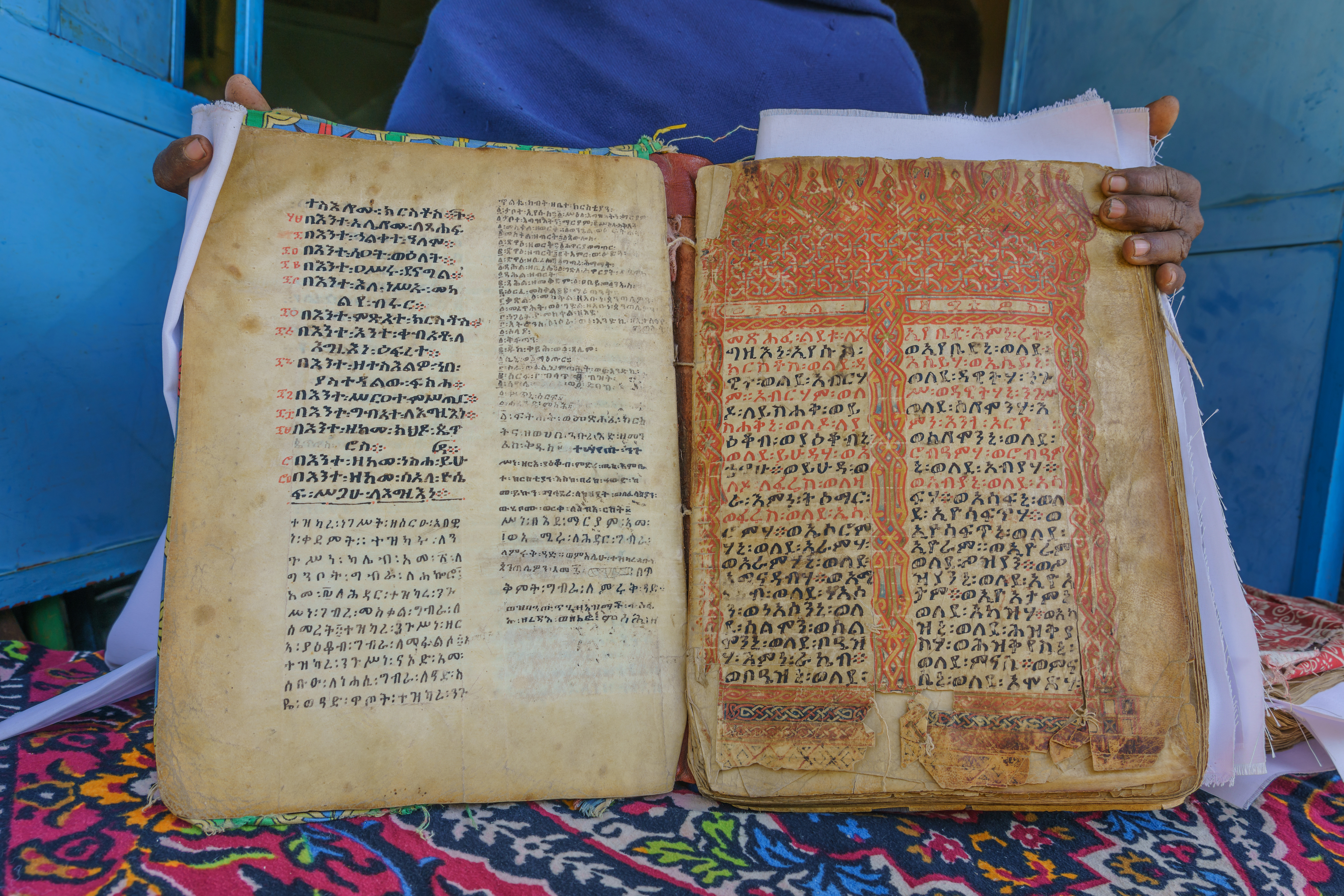
Manuscrit, Monastère de Abba Pentalewon, Aksum (Ethiopie)

### Livres
- (it) Il Sēnodos etiopico : canoni pseudoapostolici : Canoni dopo l'Ascensione, Canoni di Simone Cananeo, Canoni apostolici, Lettera di Pietro / edito da Alessandro Bausi, vol. 1, Lovanii, in aedibus Peeters, 1995 (ISBN 2877231917).
- (it) Il Sēnodos etiopico : canoni pseudoapostolici : Canoni dopo l'Ascensione, Canoni di Simone Cananeo, Canoni apostolici, Lettera di Pietro / tradotto da Alessandro Bausi, vol. 2, Lovanii, in aedibus Peeters, 1995 (ISBN 2877232581).
- (it + gez) La "Vita" e i "Miracoli" di Libānos / editi da Alessandro Bausi, Lovanii, In aedibus Peeters, 2003 (ISBN 9789042911604, lire en ligne)
- (en) Languages and cultures of Eastern christianity : Ethiopian / edited by Alessandro Bausi, Farham-Burlington, Ashgate, 2012 (ISBN 9780754669975).
- (en) Manuscripts and archives : comparative views on record-keeping / edited by Alessandro Bausi, Berlin, De Gruyter, 2018 (ISBN 9783110541366).
- (en) Alessandro Bausi, Michael Friedrich et Marilena Maniaci, The emergence of multiple-text manuscripts, Berlin-Boston, De Gruyter, 2019 (ISBN 9783110645934)

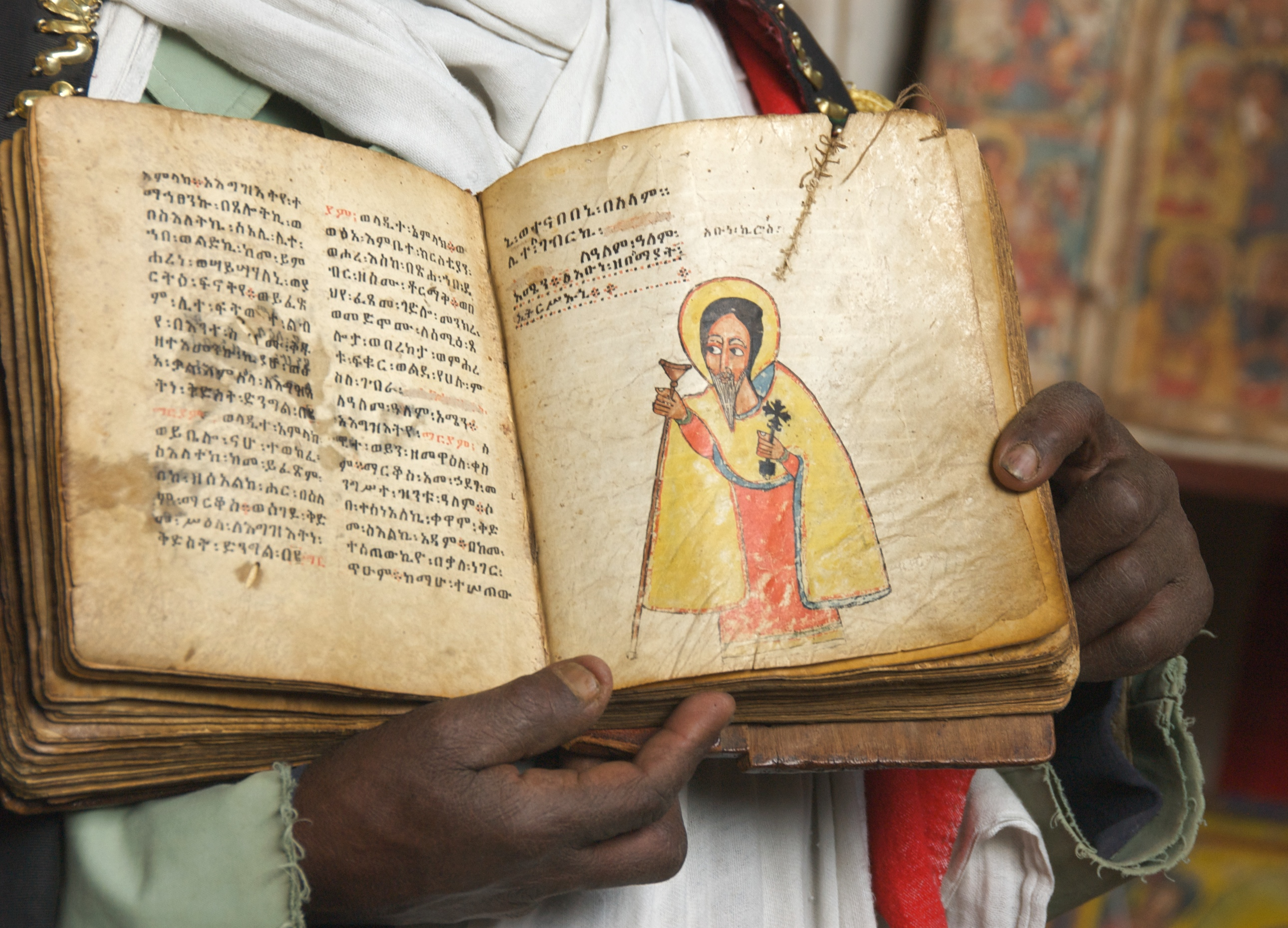
Manuscrit, Monastère de Na'akuto La'ab, Near Lalibela, (Ethiopie)

### Articles, collaborations
- (it) « I manoscritti etiopici di J. M. Wansleben nella Biblioteca nazionale centrale di Firenze », Rassegna di studi etiopici, Roma-Napoli, vol. XXXIII,‎ 1991.
- (it + gez) ቀሌምንጦስ ፡ Qalementos : il Qalementos etiopico : la rivelazione di Pietro a Clemente : i libri 3-7 / traduzione e introduzione di Alessandro Bausi, Napoli, Istituto Universitario Orientale, Dipartimento di studi e ricerche su Africa e paesi arabi,‎ 1992.
- (it + gez) « La versione etiopica degli Acta Phileae nel Gadla samāʻtāt », Annali dell'Istituto Universitario Orientale, Napoli, F. Giannini & f.i, vol. 60-61-Supplemento,‎ 2002.
- (it) « La tradizione scrittoria etipopica », Segno e testo : international journal of manuscripts and text transmission, Cassino, Università degli studi di Cassino,‎ 2008 (6), p. 507-557.
- (it + fr + en) Alessandro Bausi, Antonella Brita et Andrea Manzo, Æthiopica et Orientalia: studi in onore di Yaqob Beyene, vol. I, II, Naples, Università degli Studi "L'Orientale", Dipartimento Asia, Africa e Mediterraneo, 2012 (ISBN 978-88-6719-026-3).
- (it + gez) « La versione etiopica della Epistola di Eusebio a Carpiano », "Aethiopia Fortitudo ejus": Studi in onore di Monsignor Osvaldo Raineri in occasione del suo 80° compleanno, Roma, Pontificio Istituto Orientale,‎ 2015, p. 107–135.
- (en + it + fr) Alessandro Bausi, Alessandro Gori et Gianfrancesco Lusini, Linguistic, oriental and Ethiopian studies : in memory of Paolo Marrassini, Wiesbaden, Harrassowitz Verlag, 2015 (ISBN 9783447103176)
- (en) « Ethiopic literary production related to the Christian Egyptian culture », Coptic society, literature and religion from Late Antiquity to modern times : proceedings of the Tenth International Congress of coptic studies, Rome, September 17th-22th, 2012 and Plenary Reports of the Ninth International Congress of coptic studies, Cairo, September 15th-19th, 2008, Leuven, Peeters,‎ 2016, p. 503-571.
- (en + it + fr) Alessandro Bausi, Alberto Camplani et Stephen Emmel, Time and history in Africa, Milano, Biblioteca Ambrosiana, 2019 (ISBN 978-88-6894-320-2).
- (en + gez) « Praises of the Cross by Abba Giyorgis of Sägla », Aethiopica, Wiesbaden, Harrassowitz, vol. 14,‎ 2011, p. 47-120 (lire en ligne).

### Éditions scientifiques
- (en) Siegbert Uhlig et Alessandro Bausi, Encyclopaedia Aethiopica, vol. 4 : O-X (Encyclopaedie), Wiesbaden, Harrassowitz Verlag, 2010.
- (en) Alessandro Bausi et Siegbert Uhlig, Encyclopaedia Aethiopica, vol. 5 : Y-Z, Supplementa, Addenda et Corrigenda, Maps, Index (Encyclopaedie), Wiesbaden, Harrassowitz Verlag, 2014.
- (en) Comparative Oriental manuscript studies : an introduction / project editor Eugenia Sokolinski, Hamburg, COMSt, 2015 (ISBN 9783732317684).

### Référence
- (en) « 'Curriculum vitae' of Prof. Dr. Alessandro Bausi », sur dipscr.uniroma1.it (consulté le 5 mai 2020).
- (en) « Prof. Dr. Alessandro Bausi », sur aai.uni-hamburg.de (consulté le 5 mai 2020).